# Carlos Kleiber

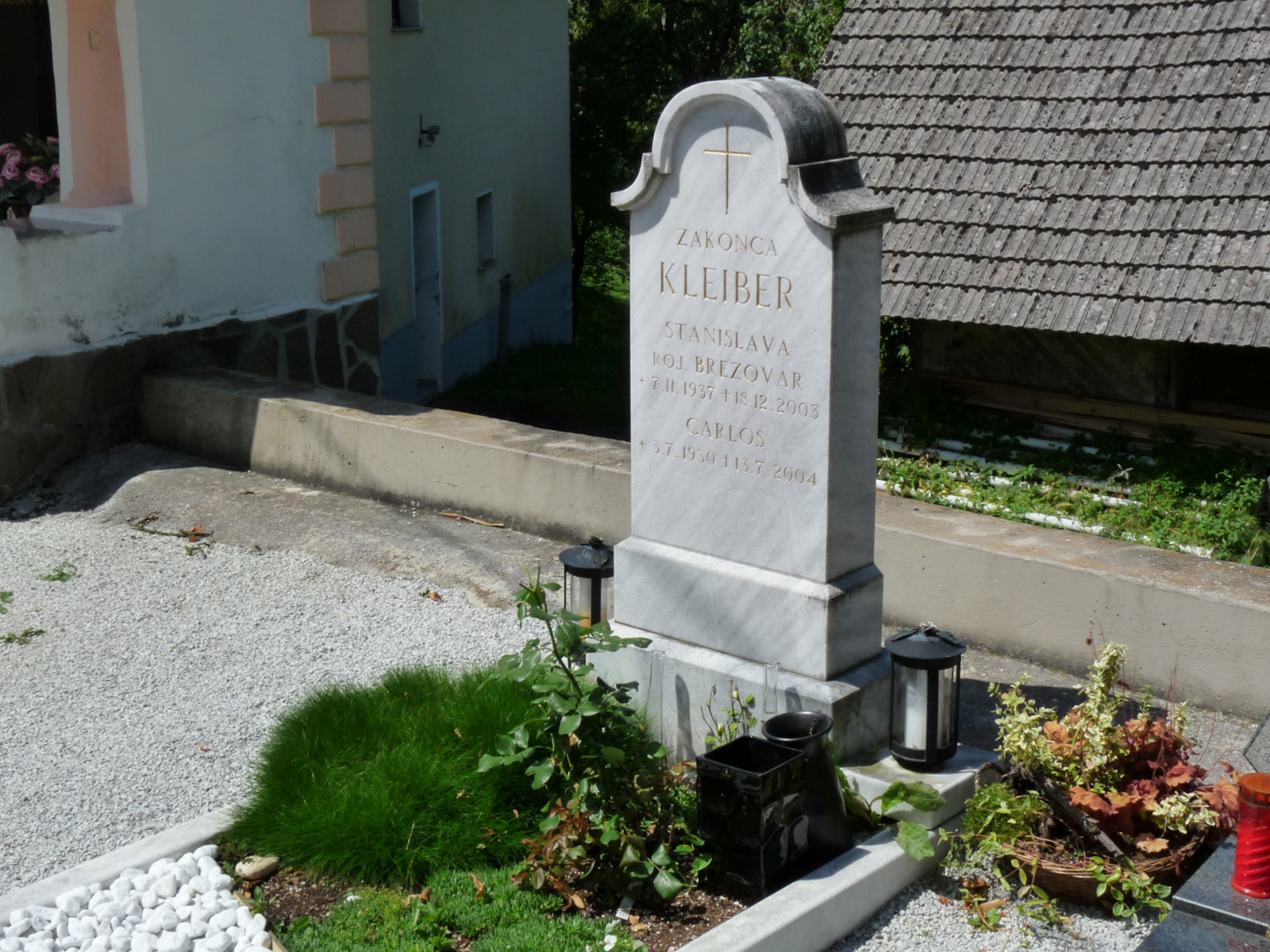
Tomba de Carlos Kleiber.

Carlos Kleiber (Berlín, 3 de juliol de 1930 - Konjšica, Eslovènia, 13 de juliol de 2004) va ser un director d'orquestra nascut a Alemanya i de nacionalitat austríaca (originàriament i de nou a partir de 1980), acreditat com un dels millors del segle XX i, per alguns, el millor de tots els temps.

## Biografia
Fill del director d'orquestra austríac Erich Kleiber i de la nord-americana d'origen eslovè Ruth Goodrich, el petit Carlos va demostrar des de molt aviat aptituds innates per a la música. A causa de les tensions existents entre Erich Kleiber i el règim del III Reich (com la decisió de Joseph Goebbels i del Ministeri de Cultura nazi d'ajornar sine die l'estrena de l'òpera Lulu, d'Alban Berg), el director va renunciar al seu lloc al capdavant de l'Òpera Alemanya de Berlín i es va exiliar a Buenos Aires, l'Argentina, país que ja havia visitat durant diverses durant les seves gires pel continent americà (1926, 1927, 1928) i on va conèixer a la seva futura esposa, la mare dels seus fills Karl i Verónica. A l'Argentina, Karl Kleiber va esdevenir Carlos Kleiber, nom amb el qual se'l coneixeria des de llavors.
Carlos va començar els estudis musicals a Buenos Aires, encara que el seu pare es va oposar frontalment des d'un principi que el seu fill es dediqués professionalment a la música, en general, i a la direcció d'orquestra en particular. Carlos va conèixer des de nen el funcionament de les sales d'òpera com el Teatre Colón i el Teatro Argentino de La Plata. Va tornar poc després a Suïssa, on va estudiar química per complaure el seu pare que no volia que Carlos fos director d'orquestra. No va posar traves a la vocació del fill, però tampoc li va brindar ajudes a l'hora de construir-se una carrera. El 1953, amb 23 anys, va tornar a Europa i va treballar al Staatstheater am Gärtnerplatz de Múnic. Carlos va fer els seus primers passos en els teatres de província alemanys com hauria fet qualsevol director de la seva edat.
El cognom Kleiber era una referència massa inabastable en els primers anys 50 i quan va debutar el 1955, ho va fer amb el pseudònim de Karl Keller. La por de no estar a l'altura el va induir cap a un perfeccionisme radical i el va portar a dirigir el mateix repertori que el seu progenitor. L'anàlisi de les versions discogràfiques de tots dos de les mateixes obres, especialment de les simfonies de Beethoven, mostra que les seves visions en realitat eren bastant diferents, ja que les de Carlos sempre busquen i aconsegueixen una transcendència i profunditat molt treballades a través de la concentració de les orquestres a la perfecció formal, mentre que les versions del pare, amb ritme molt àgil, són molt més expressionistes i contrastades.
Posteriorment es presentà a la Deutsche Oper am Rhein, basada a Düsseldorf i Duisburg (1956-1964), l'Òpera de Zuric (1964-66) i l'Òpera de Stuttgart (a partir del 1966). Del 1968 endavant es presentà regularment a l'Òpera de Múnic, i el seu nom va començar a disputar-se entre les grans orquestres europees. El 1973, el seu enregistrament de Der Freischütz de Weber va ser aclamada i de 1974 a 1976 va dirigir al Festival de Bayreuth un Tristan und Isolde llegendari. Va dirigir novament Tristan und Isolde el 1978 a La Scala i el portaria al disc el 1980 en la seva versió amb altres intèrprets amb la Staatskapelle de Dresden.
Va dirigir els Concerts de Cap d'Any de 1989 i 1992 a Viena al capdavant de l'Orquestra Filharmònica de Viena. Amb el temps, Carlos Kleiber es va convertir en un dels directors d'orquestra més sol·licitats i alhora evasius de l'última meitat del segle xx. Després de la mort de Herbert von Karajan li va ser oferta la successió al capdavant de l'Orquestra Filharmònica de Berlín, però va rebutjar l'oferta. Mai va concedir un reportatge i cancel·lava les seves actuacions sovint. Es va convertir en una figura llegendària. Les seves esporàdiques aparicions a La Scala, el Covent Garden, el Metropolitan Opera, Viena, Múnic —on preferia treballar—, Berlín i Tòquio eren ocasions molt cobejades per la crítica i el públic. Casat amb la ballarina Stanislava Brezovar (1937-2003), va tenir dos fills, Marko i Lilian. En morir la seva dona, la vida de Kleiber es va apagar ràpidament, i va morir mesos després. Tots dos estan enterrats en Litija, Eslovènia.
L'Òpera Estatal de Baviera i els Amics del Teatre Nacional de Múnic honoren el 80è aniversari del director que va morir l'any 2004 amb un guardó instituït en honor seu. El premi biennal de 10.000 euros en efectiu es destina a partir del 2011 a directors joves.

## Documentals
- Carlos Kleiber: I Am Lost To The World. Dirigit per Georg Wübbolt. Coproducció de Bernhard Fleischer Moving Images amb ZDF i 3Sat. 2010. DVD C-Major 705608 (2011).
- Carlos Klieber: Traces to Nowhere. Dirigit per Eric Schulz. Coproducció de ServusTV i Centauri Film. 2010. DVD Arthaus 101 553 (2011).